# Đoàn Tường Hưng
Đoàn Tường Hưng (段祥興, ?-1251) là vị hoàng đế trong lịch sử nước Đại Lý từ năm 1239 đến năm 1251. Ông là con của Đoàn Trí Tường. Sau khi mất, ông được tôn thụy là Hiếu Nghĩa đế.